# 早瀬鎮雄
早瀬 鎮雄（はやせ しずお、1912年12月28日 - 1975年2月26日）は、日本の経営者。日興証券社長を務めた。愛知県名古屋市出身。

## 経歴・人物
1933年に長崎高等商業学校を卒業し、同年に日興証券に入社した。
1958年11月に取締役に就任し、1961年11月に常務、1964年10月に専務、1968年8月に副社長を経て、1973年12月に社長に就任。
1975年2月26日脳出血のために在任中に死去。62歳没。